# Café Gerbeaud
Café Gerbeaud, ki stoji na Vörösmarty tér 7 v Budimpešti, glavnem mestu Madžarske, je tradicionalna kavarna in slaščičarna, odprta od leta 1858. Zgrajena je bila v slogu Gründerzeit. Leta 2009 je Café Gerbeaud odprla svojo drugo slaščičarno v Tokiu na Japonskem.

## Zgodovina
Podjetje je leta 1858 ustanovil Henrik Kugler, tretji otrok slaščičarske rodbine. Svoje znanje in izkušnje si je pridobil predvsem med delom v enajstih evropskih prestolnicah, vključno s Parizom. Nato je na Trgu Józsefa nádorja odprl slaščičarno, ki je kmalu veljala za eno najboljših v Pešti. Med specialitetami so bili kitajski in ruski čaji ter njegove ledene kreacije, ki so kmalu prejele naziv »najboljši sladoled v Pešti«.
Da bi bil bližje središču mesta, je Kugler leta 1870 trgovino preselil na Vörösmarty tér, takrat imenovan trg Gizella, v pritličju sedeža Madžarske komercialne banke Pešta. Tedanji kupci so bili najbolj naklonjeni njegovim kavam, likerjem in sladkarijam. Znane pa so bile tudi Kuglerjeve pite in mignoni, saj jih je bilo mogoče prvič odnesti domov zavite na pladnju. Znani gostje so bili med drugim Ferenc Deák in Franz Liszt ter avstrijska cesarica Elizabeta, ogrska kraljica.
Leta 1882 je Kugler med potovanjem po Parizu prvič srečal Emila Gerbeauda in takoj prepoznal njegov talent in podjetniški duh. Leta 1884 ga je Kugler končno povabil v Budimpešto, da bi ga razglasil za svojega sodelavca. Kasneje je Gerbeaud po delih prevzemal Kuglerjevo trgovino in obdržal prvotno ime.
Emil Gerbeaud, izhaja iz slaščičarske družine, rojen v Ženevi, izkušnje pa je nabiral v Nemčiji, Franciji in Angliji. Izvedel je vrsto inovacij, npr. z razširitvijo izbire s številnimi izdelki, kot so maslene kreme, pariške kreme, na stotine vrst kratkih tort, bonboni in bonboni kirsch. Da bi svojim strankam ponudil to široko paleto, je zaposlil številne sodelavce za prodajo in servis. Do konca leta 1899 je imel okoli 150 zaposlenih, od katerih so mnogi prišli v Budimpešto samo zato, da bi se učili in delali z Gerbeaudom. Zaradi smisla za posel je postopoma pekarno opremil s sodobnimi stroji. Tako je ime Gerbeaud postalo sinonim za kakovost in pekovsko umetnost. Ker so njegove stranke oboževale papirnate škatle za pite za s seboj, ki jih je predstavil že Henrik Kugler, je Gerbeaud nadaljeval s to tradicijo in jih začel oblikovati sam.
Gerbeaud je bil tudi mednarodno priznan. Vabljen je bil za člana žirije tako na svetovno razstavo v Bruslju (1897) kot na svetovno razstavo v Parizu (1900), kjer je v Parizu prejel odlikovanje Red legije časti. Prejel je tudi številne domače in mednarodne nagrade.
Ko je Henrik Kugler umrl, je Gerbeaud ustanovil javno podjetje z imenom Kuglers Nachfolger Gerbeaud AG, da bi nadaljeval posel. Ker je Gerbeaud cenil sodobne delovne pogoje, je od leta 1909 poleg konjskih vpreg uporabljal tudi avtomobile.
Za notranjo opremo svoje slaščičarne je Gerbeaud leta 1910 upošteval nasvete Henrika Darilka, ki je uporabljal predvsem marmor, eksotični les in bron. Stropna štukatura je bila ustvarjena v rokokojskem slogu Ludvika XIV. Francoskega. Navdih za lestence je bila Marija Terezija Avstrijska. Gostom so ponudili tako francoske mize kot secesijske, ki jih je Gerbeaud pripeljal s svetovnega sejma v Parizu. Prvo svetovno vojno je bilo čutiti, a podjetje je tudi to preživelo.
Gerbeaud je umrl 8. novembra 1919 in trgovino zapustil svoji ženi Ester, ki jo je vodila do leta 1940. Trgovina je bila nacionalizirana leta 1948 in preimenovana v Vörösmarty po pesniku Mihályju Vörösmartyju, ime je imela do marca 1984, ko se je vrnila svojemu zgodovinskemu imenu. Leta 1995 je nemški poslovnež Erwin Franz Müller kupil Gerbeaud in ga dal obsežno prenoviti. Sledi zadnjih 50 let so tako izginile, danes pa kavarna sije v slogu, ki ga je zgradil Emil Gerbeaud.
- Slaščičarna
- Eden od salonov
- Café Gerbeaud (notranjost)
- Torte
- Torte